# Косара Цветковић
Косара Цветковић (Горњи Милановац, 15/27. фебруар 1868 — Београд, 28. јануар 1953) била је српска књижевница, преводитељка, ликовна уметница, фотограф, педагог, књижевна и позоришна критичарка.

## Биографија
Рођена је у Горњем Милановцу 15/27. фебруара 1868. године, као седмо дете. Рано је остала без мајке, а неки од браћа и сестара такође су умрли у раном детињству. Отац Кузман је најпре радио као писар у Окружном суду у Горњем Милановцу, али је временом напредовао у служби, па се породица због његовог посла често селила. Од 1871. су живели у Алексинцу, три године касније су се преселили у Крушевац, а 1875. су у Чачак, где је отац постао члан суда, а касније и судија и ту функцију је обављао све до смрти. Кузман је био пореклом из Сокола у Азбуковачком срезу. Осим редовног посла имао је широка интересовања, посебно за традицију и народне обичаје, као и за обогаћивање културног живота у свим срединама у којима је живео. Био је дугогодишњи пријатељ са књижевним критичарем Светиславом Вуловићем, са којим се дописивао.
Косара је започела школовање у Крушевцу. У Чачку је као одличан ђак 1882/83. завршила четвороразредну гимназију, у генерацији са Јашом Продановићем, са којим је остала пријатељ. Још док је живела у Чачку, показала је склоност ка ликовној и музичкој уметности, одлично је свирала виолину и флауту. Уз оца је научила руски језик, а добро је владала и француским и немачким језиком. У Београду је 1884. завршила пети разред Више женске школе, а одмах исте године је положила и учитељски испит.
Мада јој је по завршетку студија у Вишој женској школи понуђен посао помоћнице, највероватније у жељи да буде ближе оцу, са 16 година је почела да ради као учитељица у Основној мушкој школи у Горњем Милановцу. Две године касније је тражила премештај у Гучу, где је као учитељ радио њен брат Велимир. Затим је радила у Основној женској школи у Чачку. Међутим, и поред тога што је била једна од најбољих учитељица, врло брзо се разочарала и револтирана напустила службу, пошто су је претпостављени лоше оценили, због тога што је помагала колегиници Атанасији Бербовић-Мајзнер, кад је након самоубиства свог мужа, остала сама са децом.
Након напуштања службе, наставила је да живи са оцем у Чачку, а време је проводила трудећи се да прошири своја знања страних језика, пратила је страну литературу и претплаћивала се на бројна гласила.
Цртала је портрете и пејзаже, политичке илустрације и карикатуре, које је објављивала под псеудонимима. У том периоду је израдила албум са преко 120 цртежа, акварела и графика на којима је забележила Чачак и околину. Овај албум, осим ликовне има и нарочиту документарну вредност.
Сарађивала је са реномираним српским листовима и часовима, као што су „Невен”, „Зорица”, „Босанска вила”, „Женски свет”, „Бранково коло”, „Венац”, „Голуб”, „Брка”, „Мисли”, „Српче” „Вардар” и други,  у којима је објављивала ликовне прилоге, песме, прозу, приче и чланке.
Након очеве смрти 1889, вратила се у службу. Радила је као наставница цртања, по потреби и земљописа и писања, често мењајући радна места. Радила је у Крагујевцу, Ужицу, Чачку, Бијељини, а на крају је 1894. прешла у Вишу женску школу у Београду, где је поред учитељског посла, годинама обављала и послове деловође. Нова средина је деловала врло подстицајно на њу, пошто се нашла у друштву изузетних личности као што су Катарина Миловук, Надежда Петровић, Исидора Секулић, Милица Јанковић, Паулина Лебл-Албала. Водила је интензивне преписке са многим значајним представницима културе тог времена. Својим књижевним радовима припадала је групи српских књижевница из доба реализма, које су, незадовољне женским књижевним ликовима, критиковале друштво, културу и политику, посебно у области образовања, породице и цркве, борила се против устаљених стереотипа и незнања, настојећи да их промени. Прва је књижевна и позоришна критичарка.
О свом трошку је 1903. објавила збирку „Приповетке за девојчице и дечаке”, а 1907. и збирку „Седам прича за девојчице и дечаке”, са преводима дела руских књижевника. Објављивање ових књига представљало је значајан књижевни догађај, јер је до тада дечја литература на српском језику, осим поезије, била врло оскудна. Једна је од две жене, које су тајним гласањем изабране за чланице Српског књижевничког друштва (1906).
Пред Први светски рат је приредила споменицу о „Педесетогодишњици Више женске школе 1863—1913”, у којој је дала прегледан историјат ове установе.
Пензионисала се 1924. године, као професорка Друге женске гимназије. Пред крај службе и након пензионисања потпуно се посветила преводилачком раду. Преводила је Алданова, Салтикова-Шчедрина, Чехова, Достојевског, Тургењева.
Мада је велики број њених радова у ондашњој периодици непописан или неразрешен, превасходно због коришћења бројних псеудонима, а њен живот и рад су до сада остали мало или недовољно проучени, данашње прештампавање њених превода појединих ремек-дела руске књижевности, старих готово читав век, говоре о томе да на српском језику до сада нису урађени бољи преводи од њених.
Није се удавала и није имала деце.
Умрла је у Београду, 28. јануара 1953. године.